# Lucky Pierrot

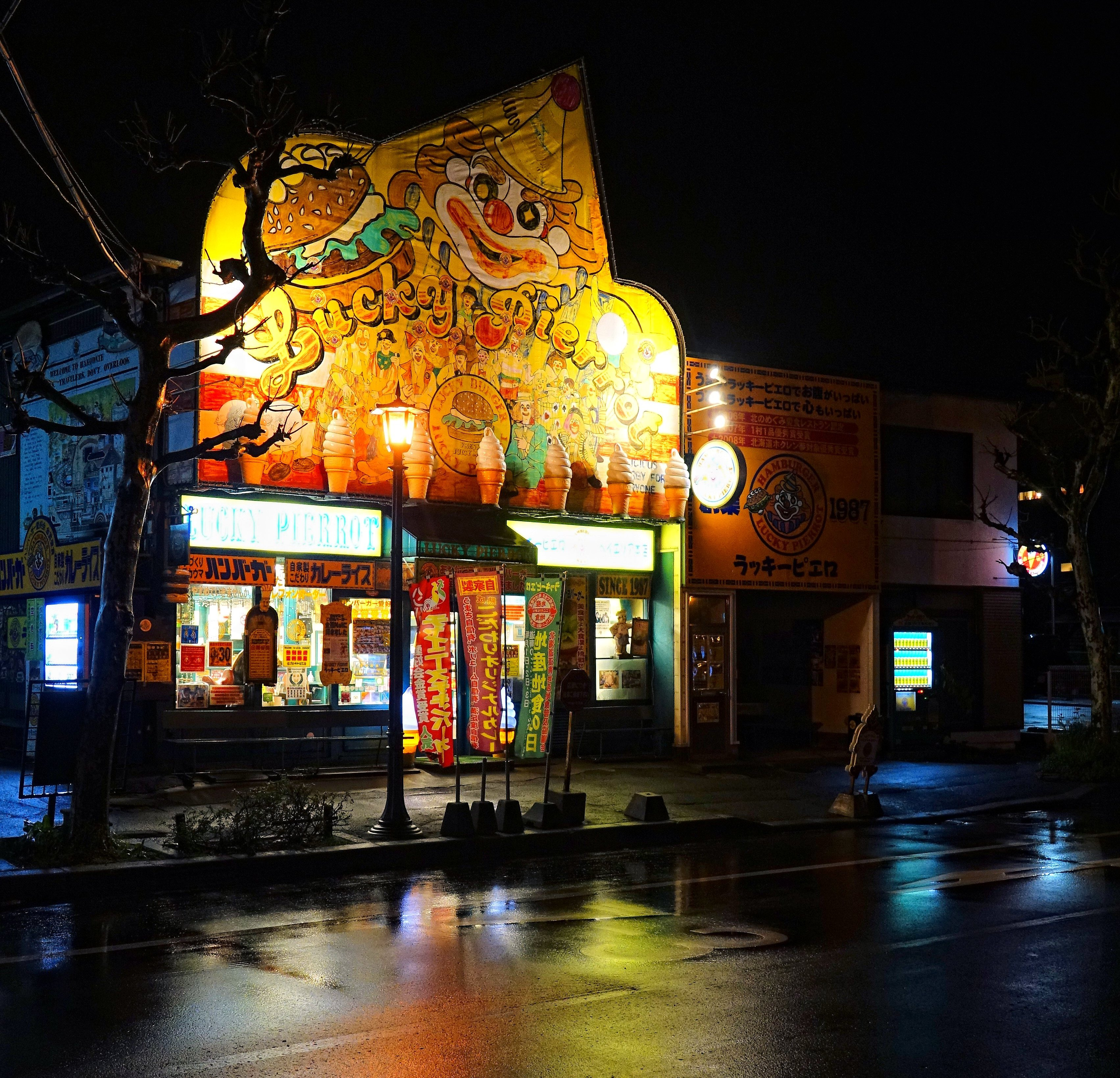
Nhà hàng chính của Lucky Pierrot ở Hakodate

Lucky Pierrot là chuỗi nhà hàng thức ăn nhanh hamburger của Nhật Bản được thành lập vào năm 1987. Công ty điều hành 17 cửa hàng ở Hakodate, Hokkaido và phục vụ 1,8 triệu khách hàng mỗi năm. Mỗi cửa hàng trong số 17 cửa hàng của chuỗi này sở hữu một đề tài khác nhau.
The Nikkei đã gọi món Burger Gà Trung Quốc là "bánh hamburger địa phương ngon nhất" của Nhật Bản. Năm 2005, chuỗi này cho ra mắt món hamburger nhân thịt cá voi.